# Chữa bệnh bằng đức tin

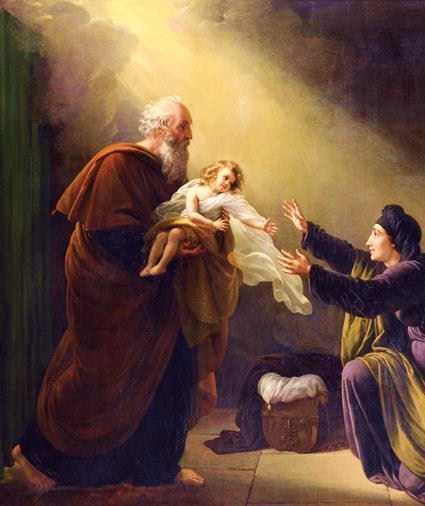
Nhà tiên tri Ê-li cầu nguyện cho sự chữa lành của con trai của góa phụ ở Sa-re-pha-thê, và Chúa Trời đã trả lại con trai cho bà góa phụ này

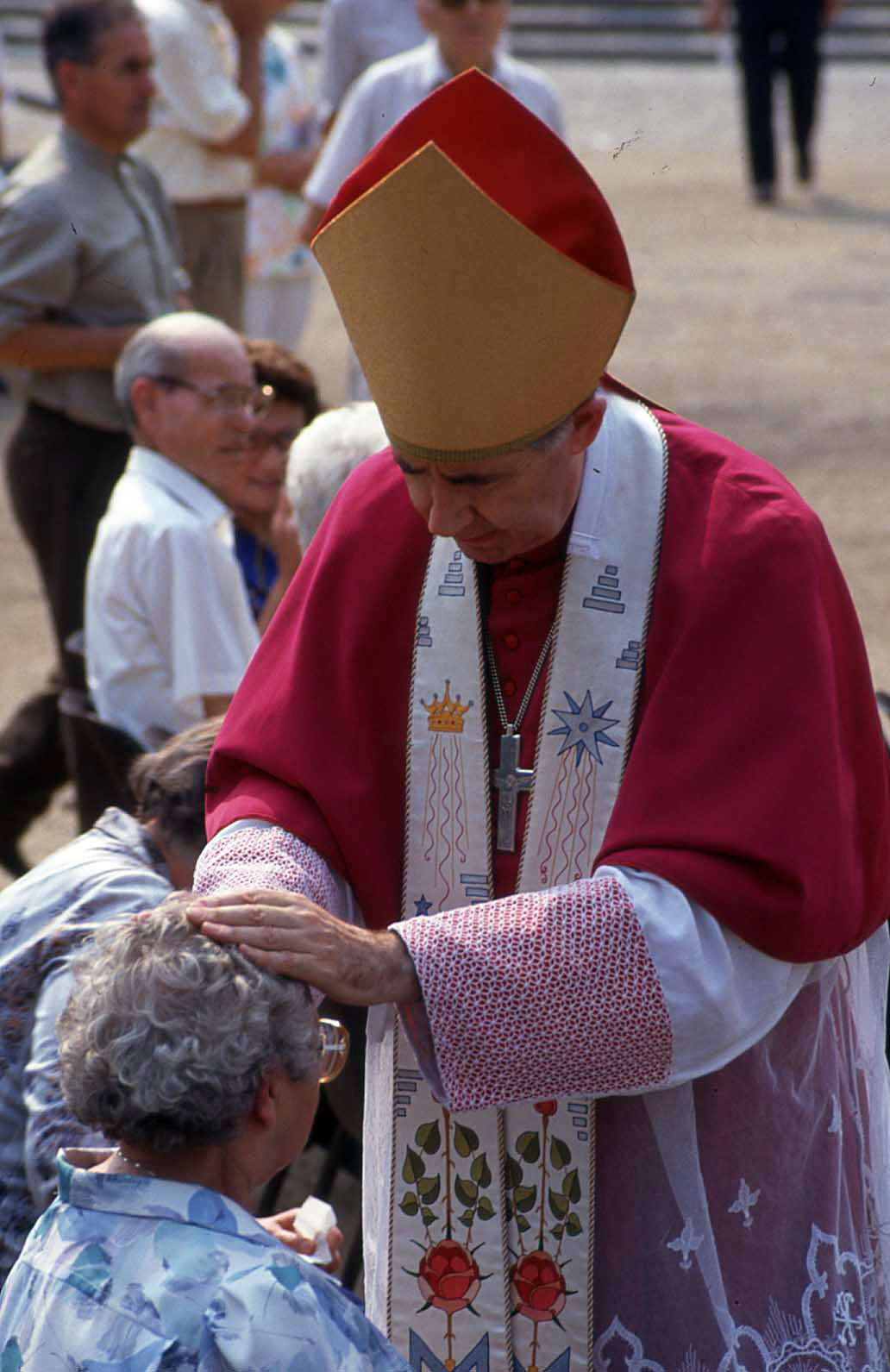
Phép đặt tay để chữa lành

Chữa bệnh bằng đức tin (Faith healing) hay chữa bệnh bằng tâm linh là việc thực hành cầu nguyện và dùng các cử chỉ biểu đạt tôn giáo (chẳng hạn như phép đặt tay) được một số người tin rằng có thể hiện ra sự can thiệp của thần thánh trong việc chữa lành tâm linh và chữa lành thể chất, đặc biệt là trong các phép thực hành bí tích của Cơ đốc giáo. Các tín đồ khẳng định rằng việc chữa lành bệnh tật và khuyết tật có thể được thực hiện thông qua đức tin tôn giáo thông qua cầu nguyện hoặc các nghi lễ khác mà theo các tín đồ sẽ có thể khơi dây sự hiện diện và quyền năng của thần thánh. Niềm tin tôn giáo vào sự can thiệp của thần thánh không phụ thuộc vào bằng chứng thực nghiệm về kết quả dựa trên bằng chứng đạt được thông qua chữa bệnh bằng đức tin. Hầu như tất cả các nhà khoa học và triết gia đều coi việc chữa bệnh bằng đức tin là ngụy khoa học.
Những tuyên bố rằng "vô số kỹ thuật" chẳng hạn như cầu nguyện, sự tác động của thần thánh hoặc sự phục vụ của một người chữa bệnh cá nhân có thể chữa khỏi bệnh đã trở nên phổ biến trong suốt lịch sử. Đã có những tuyên bố rằng đức tin có thể chữa mù, điếc, ung thư, HIV/AIDS, rối loạn phát triển, thiếu máu, viêm khớp, nói ngọng, đa xơ cứng, phát ban da, tê liệt toàn thân và nhiều vết thương khác nhau. Sự phục hồi của người bệnh (là tín hữu) đã được quy cho nhiều kỹ thuật thường được phân loại là chữa bệnh bằng đức tin. Kết quả này có thể liên quan đến việc cầu nguyện, viếng thăm một ngôi đền tôn giáo, hoặc đơn giản là niềm tin mãnh liệt vào một đấng tối cao sẽ tiếp thêm sức mạnh vượt qua tình thế hiểm nghèo.
Nhiều người giải thích rằng Kinh Thánh, đặc biệt là Tân Ước đã rao giảng niềm tin và thực hành chữa bệnh bằng đức tin. Theo một cuộc thăm dò năm 2004 của Newsweek có đến 72% người Mỹ cho biết họ tin rằng cầu nguyện Chúa có thể chữa khỏi bệnh cho một người nào đó, ngay cả khi khoa học nói rằng người đó mắc bệnh nan y. Không giống như chữa bệnh bằng đức tin, những người ủng hộ chữa bệnh bằng tâm linh không cố gắng tìm kiếm sự can thiệp của thần thánh, thay vào đó họ tin vào năng lượng thần thánh. Mối quan tâm ngày càng tăng đối với y học thay thế vào cuối thế kỷ XX đã làm nảy sinh mối quan tâm song song giữa các nhà xã hội học về mối quan hệ của tôn giáo với sức khỏe.
Chữa bệnh bằng đức tin có thể được phân loại là một chủ đề tâm linh, siêu nhiên hoặc huyền bí và trong một số trường hợp, niềm tin vào việc chữa bệnh bằng đức tin có thể được phân loại là tư duy ma thuật. Hiệp hội Ung thư Hoa Kỳ tuyên bố "bằng chứng khoa học hiện có không ủng hộ tuyên bố rằng chữa bệnh bằng đức tin thực sự có thể chữa khỏi các bệnh về thể chất". "Cái chết, tàn tật và những kết quả không mong muốn khác đã xảy ra khi việc chữa bệnh bằng đức tin được lựa chọn thay vì chăm sóc y tế cho những vết thương hoặc bệnh tật nghiêm trọng.". Khi cha mẹ thực hành chữa bệnh bằng đức tin hơn là chăm sóc y tế, nhiều trẻ em đã chết mà lẽ ra không đáng phải như vậy, những kết cục tương tự cũng được ghi nhận ở người lớn.